# Gilles Lurton

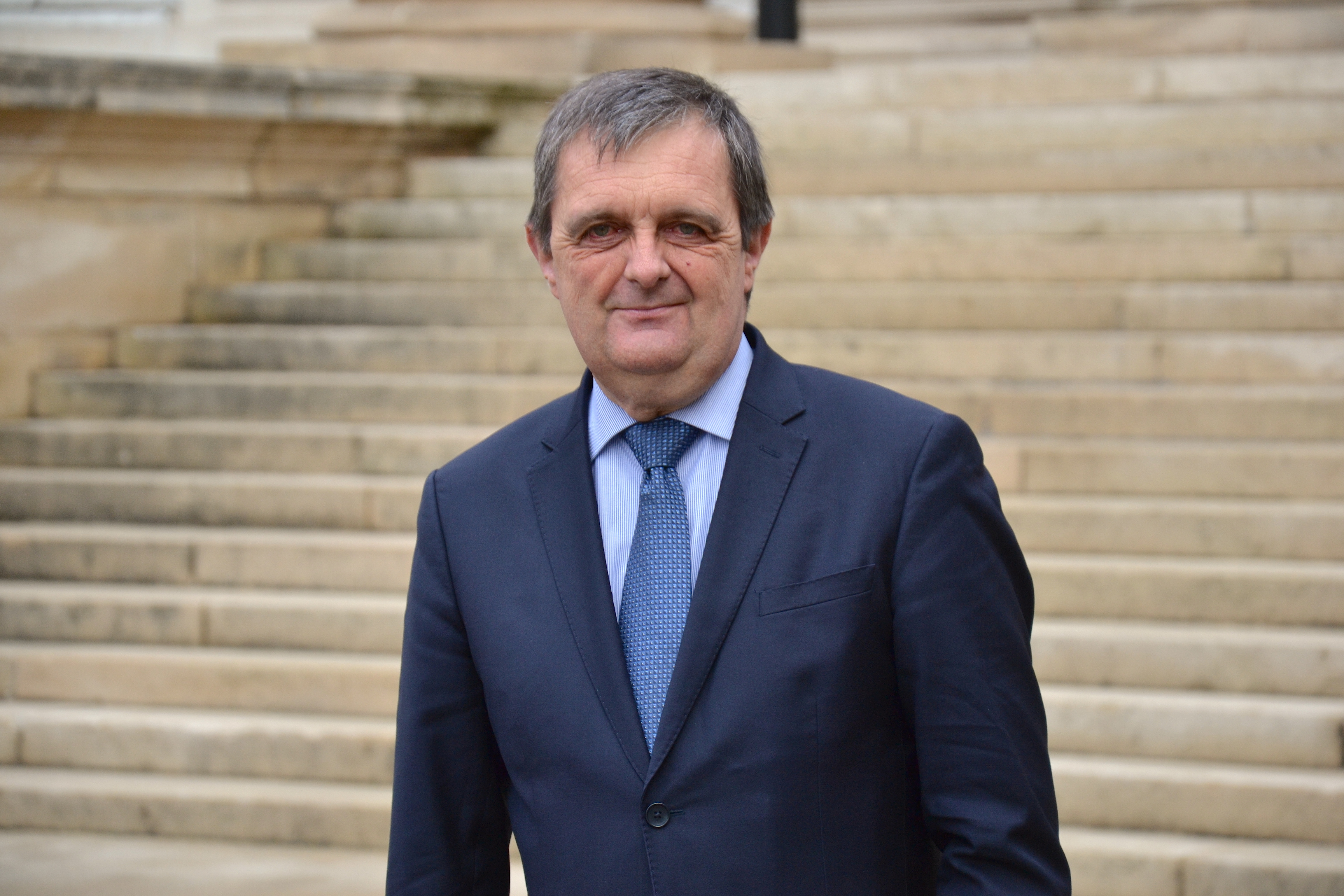
Gilles Lurton, 2015

Gilles Lurton (* 6. Juli 1963 in Saint-Servan) ist ein französischer Politiker. Er ist seit 2012 Abgeordneter der Nationalversammlung.
Lurton trat als 18-Jähriger dem christdemokratischen Centre des démocrates sociaux bei. Ab 1982 war er für René Couanau tätig und war ab 1988 dessen parlamentarischer Assistent. 1995 gelang ihm der Einzug in den Stadtrat von Saint-Malo. 2008 wurde er zum stellvertretenden Bürgermeister der Stadt gewählt. Dem folgte 2011 der Einzug in den Generalrat des Départements Ille-et-Vilaine. Bei den Parlamentswahlen trat er im siebten Wahlkreis des Départements für die UMP an um seinen früheren Arbeitgeber Couanau zu beerben und wurde im zweiten Wahlgang mit rund 51 % der Stimmen gegen Isabelle Thomas gewählt.